# Duits voetbalkampioenschap 1941/42
1941/42 was het 35ste Duitse voetbalkampioenschap ingericht door de NSRL (Nationalsozialistischer Reichsbund für Leibesübungen).
In dit seizoen werd de Tweede Wereldoorlog voor het eerst merkbaar. Transport werd schaarser en uitwedstrijden werden steeds moeilijker voor de clubs. Hierdoor werden in februari uitwedstrijden van meer dan 50 km verboden, behalve dan eindrondewedstrijden. Om ook hier de clubs te sparen, werden de groepsfases afgeschaft en kwam er weer een knock-outsysteem.
Er waren dit jaar 25 kampioenen, dit kwam door de annexatie van Westmark en Moselland. Het eerste omvatte het aangehechtte Lotharingen en ook delen van Saarland en Palts. Het tweede omvatte het aangehechtte Groothertogdom Luxemburg en een deel wat vroeger tot Mittelrhein behoorde. De regio Südwest en Mittelrhein werden herdoopt in Hessen-Nassau en Köln-Aachen. Silezië werd dan weer onderverdeeld in Neder-Silezië en Opper-Silezië.
In de finale stond Schalke 04 voor de derde opeenvolgende keer tegenover een team uit Wenen. Met First Vienna FC trof het de oudste club van Oostenrijk. In tegenstelling tot SK Admira Wien dat met 9-0 verloor was Vienna een betere tegenstander al moest de club toch het onderspit delven tegen de club uit Gelsenkirchen die zijn zesde titel won en nu op gelijke hoogte kwam met 1. FC Nürnberg.

## Deelnemers aan de eindronde
| Club                             | Gekwalificeerd als                               |
| -------------------------------- | ------------------------------------------------ |
| VfB Königsberg                   | Kampioen Sportbereichsklasse Ostpreußen          |
| Luftwaffen-SV Pütnitz            | Kampioen Sportbereichsklasse Pommern             |
| SpVgg Blau-Weiß 90 Berlin        | Kampioen Sportbereichsklasse Berlin-Brandenburg  |
| Germania Königshütte             | Kampioen Sportbereichsklasse Oberschlesien       |
| SpVgg Breslau 02                 | Kampioen Sportbereichsklasse Niederschliesen     |
| Planitzer SC                     | Kampioen Sportbereichsklasse Sachsen             |
| SV Dessau 05                     | Kampioen Sportbereichsklasse Mitte               |
| Eimsbütteler TV                  | Kampioen Sportbereichsklasse Nordmark            |
| SV Werder Bremen                 | Kampioen Sportbereichsklasse Niedersachsen       |
| FC Schalke 04                    | Kampioen Sportbereichsklasse Westfalen           |
| SV Hamborn 07                    | Kampioen Sportbereichsklasse Niederrhein         |
| VfL Köln 1899                    | Kampioen Sportbereichsklasse Köln-Aachen         |
| Borussia Fulda                   | Kampioen Sportbereichsklasse Kurhessen           |
| FV Stadt Düdelingen              | Kampioen Sportbereichsklasse Moselland           |
| Offenbacher FC Kickers 1901      | Kampioen Sportbereichsklasse Hessen-Nassau       |
| 1. FC Kaiserslautern             | Kampioen Sportbereichsklasse Westmark            |
| SV Waldhof 07                    | Kampioen Sportbereichsklasse Baden               |
| SG SS Straßburg                  | Kampioen Sportbereichsklasse Elsass              |
| Stuttgarter Kickers              | Kampioen Sportbereichsklasse Württemberg         |
| 1. FC Schweinfurt 05             | Kampioen Sportbereichsklasse Bayern              |
| Luftwaffen-SV Olmütz             | Kampioen Sportbereichsklasse Sudetenland         |
| First Vienna FC 1894             | Kampioen Sportbereichsklasse Donau-Alpenland     |
| HuS Marienwerder                 | Kampioen Sportbereichsklasse Danzig-Westpreußen  |
| SG Ordnungspolizei Litzmannstadt | Kampioen Sportbereichsklasse Wartheland          |
| Luftwaffen-SV Boelcke Krakau     | Kampioen Sportbereichsklasse Generalgouvernement |

## Eindronde

### Voorronde
| Datum       | Teams                | Teams | Teams                | Uitslag             | Stadion                         |
| 10 mei 1942 | SV Hamborn 07        | –     | SV Werder Bremen     | 1:1 n.v. (0:1, 1:1) | Hamborn, Stadion                |
| 10 mei 1942 | Borussia Fulda       | –     | SV Dessau 05         | 0:2 (0:1)           | Fulda, Johannisau               |
| 10 mei 1942 | 1. FC Kaiserslautern | –     | SV Waldhof 07        | 7:1 (4:1)           | Kaiserslautern, Betzenberg      |
| 10 mei 1942 | HuS Marienwerder     | –     | VfB Königsberg       | 1:7 (1:1)           | Danzig, Stadion                 |
| 10 mei 1942 | FV Stadt Düdelingen  | –     | FC Schalke 04        | 0:2 (0:2)           | Luxemburg, Stadion              |
| 10 mei 1942 | Planitzer SC         | –     | LSV Boelcke Krakau   | 5:2 (2:1)           | Zwickau, Stadion                |
| 10 mei 1942 | LSV Olmütz           | –     | First Vienna FC 1894 | 0:1 (0:0)           | Olmütz, Stadion                 |
| 10 mei 1942 | SpVgg Blau-Weiß 90   | –     | LSV Pütnitz          | 3:1 (1:1)           | Berlijn, Platz am Gesundbrunnen |
| 10 mei 1942 | SG SS Straßburg      | –     | Stuttgarter Kickers  | 2:0 (1:0)           | Straatsburg, Tivoli             |
| 17 mei 1942 | SV Werder Bremen     | –     | SV Hamborn 07        | 5:1 (3:0)           | Bremen, Kampfbahn               |

SGO Litzmannstadt, Germania Königshütte, SpVgg Breslau 02, Eimsbütteler TV, VfL Köln 99, Kickers Offenbach en 1. FC Schweinfurt 05 hadden een bye.

### Achtste Finale
| Datum       | Teams                | Teams | Teams                | Uitslag             | Stadion                           |
| 24 mei 1942 | Kickers Offenbach    | –     | VfL Köln 1899        | 3:1 (2:0)           | Frankfurt am Main, Waldstadion    |
| 24 mei 1942 | SG SS Straßburg      | –     | 1. FC Schweinfurt 05 | 2:1 (0:0)           | Straßburg, Stadion Meinau         |
| 24 mei 1942 | Planitzer SC         | –     | SpVgg Breslau 02     | 2:1 n.v. (0:1, 1:1) | Planitz, Stadion                  |
| 24 mei 1942 | SV Dessau 05         | –     | SpVgg Blau-Weiß 90   | 0:3 (0:2)           | Dessau                            |
| 24 mei 1942 | VfB Königsberg       | –     | SGO Litzmannstadt    | 8:1 (3:1)           | Königsberg, Stadion               |
| 24 mei 1942 | First Vienna FC 1894 | –     | Germania Königshütte | 1:0 (1:0)           | Wien, Praterstadion               |
| 24 mei 1942 | FC Schalke 04        | –     | 1. FC Kaiserslautern | 9:3 (4:0)           | Gelsenkirchen, Glückauf-Kampfbahn |
| 24 mei 1942 | SV Werder Bremen     | –     | Eimsbütteler TV      | 4:2 (2:1)           | Bremen, Kampfbahn                 |

### Kwartfinale
| Datum       | Teams                | Teams | Teams            | Uitslag   | Stadion                           |
| 7 juni 1942 | First Vienna FC 1894 | –     | Planitzer SC     | 3:2 (0:0) | Wien, Praterstadion               |
| 7 juni 1942 | Kickers Offenbach    | –     | SV Werder Bremen | 4:3 (1:2) | Frankfurt am Main, Waldstadion    |
| 7 juni 1942 | FC Schalke 04        | –     | SG SS Straßburg  | 6:0 (3:0) | Gelsenkirchen, Glückauf-Kampfbahn |
| 7 juni 1942 | SpVgg Blau-Weiß 90   | –     | VfB Königsberg   | 2:1 (0:0) | Berlin, Poststadion               |

### Halve finale
| Datum        | Teams              | Teams | Teams                | Uitslag   | Stadion                           |
| 21 juni 1942 | SpVgg Blau-Weiß 90 | –     | First Vienna FC 1894 | 2:3 (0:2) | Berlin, Olympiastadion            |
| 21 juni 1942 | FC Schalke 04      | –     | Kickers Offenbach    | 6:0 (4:0) | Gelsenkirchen, Glückauf-Kampfbahn |

### Wedstrijd om de derde plaats
| Datum       | Teams              | Teams | Teams             | Uitslag   | Stadion             |
| 4 juli 1942 | SpVgg Blau-Weiß 90 | –     | Kickers Offenbach | 4:0 (1:0) | Berlin, Poststadion |

### Finale
| Datum       | Teams         | Teams | Teams                | Uitslag   | Stadion                |
| 4 juli 1942 | FC Schalke 04 | –     | First Vienna FC 1894 | 2:0 (2:0) | Berlin, Olympiastadion |

Schalke speelde voor 90.000 toeschouwers met zijn beste bezetting terwijl Vienna drie basisspelers miste. In de veertiende minuut maakte Ernst Kalwitzki het eerste doelpunt voor Schalke. Doelman Heinz Flotho redde meerdere doelkansen van de Oostenrijkers en kwam dicht bij een gelijkspel, maar het was Fritz Szepan die kort voor de rust de voorsprong van Schalke vergrootte. In de tweede helft hield de verdediging van Schalke stand tegen de aanvallen van Vienna. Het Berlijnse publiek, dat zich de hele wedstrijd achter Vienna geschaard had floot na afloop de kersverse landskampioenen genadeloos uit.